# グアハタカ・トンネル

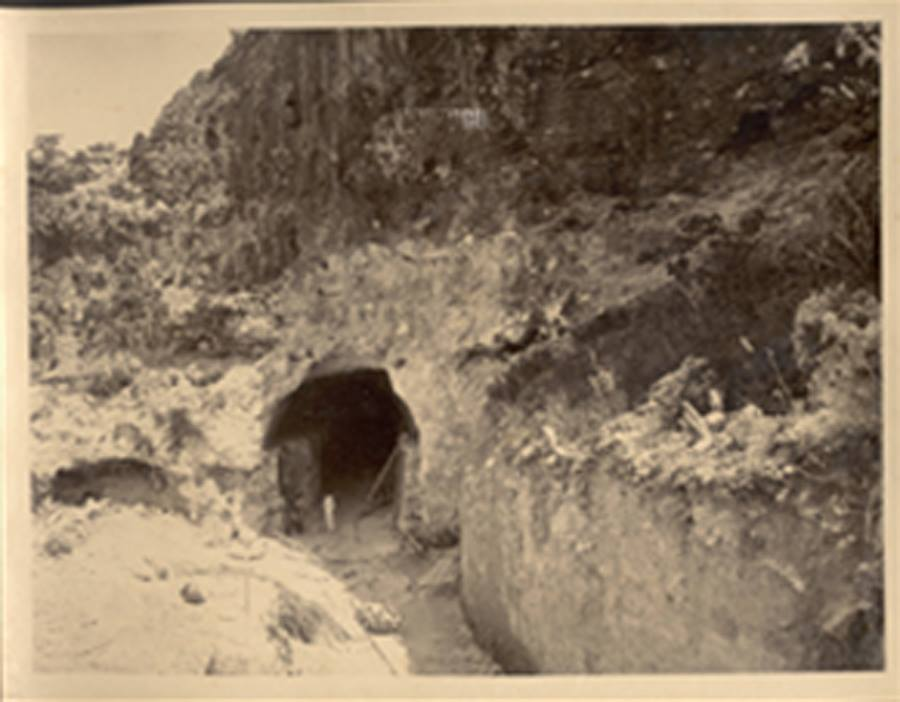
1904-1905年頃のプエルトリコ・イサベラのグアハタカ・トンネル建設

グアハタカ・トンネル（西: Túnel de Guajataca、英: Guajataca Tunnel）は、かつてプエルトリコ自治連邦区（通称：プエルトリコ）にあった鉄道トンネルである。
当トンネルは、プエルトリコのイサベラ (Isabela) とケブラディージャス (Quebradillas) の町を結んでいた鉄道トンネルである。
当トンネルは、20世紀前半において、島を結んでいた国有鉄道システムの遺物の中で、最も意義のある仕事の一つである。
2000年に、プエルトリコ政府が当トンネルを歴史的な記念碑として宣言している。

## 歴史
島の西側に向かって、北側の路線を延伸していた1904年頃に、「アメリカン・レイルロード・カンパニー・オブ・プエルトリコ」 (American Railroad Co. of Puerto Rico) が当トンネルの建設を開始した。
当トンネルは、ケブラディージャスの町と、グアハタカ川 (Guajataca River) 峡谷にあるイサベラを結んだ。
建設は、峡谷の両側で2本のトンネルを掘削することで完成した。
これらは、川面より40メートル (131 ft)の高さで、延長250フィート (76.2 m)の鋼製の高架橋によって繋がっていた。
当トンネルは、一般公開されている。
当トンネルは、白い砂、荒れた波および危険な乱流水域で知られている「グアハタカビーチ」に通じている。

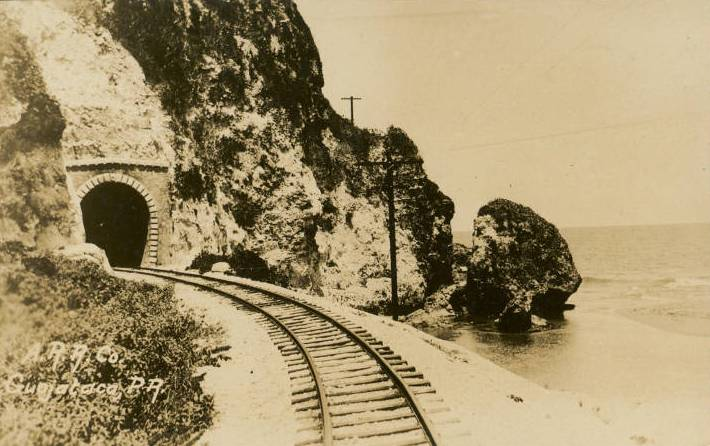
グアハタカ・トンネル（1910-1920年頃）
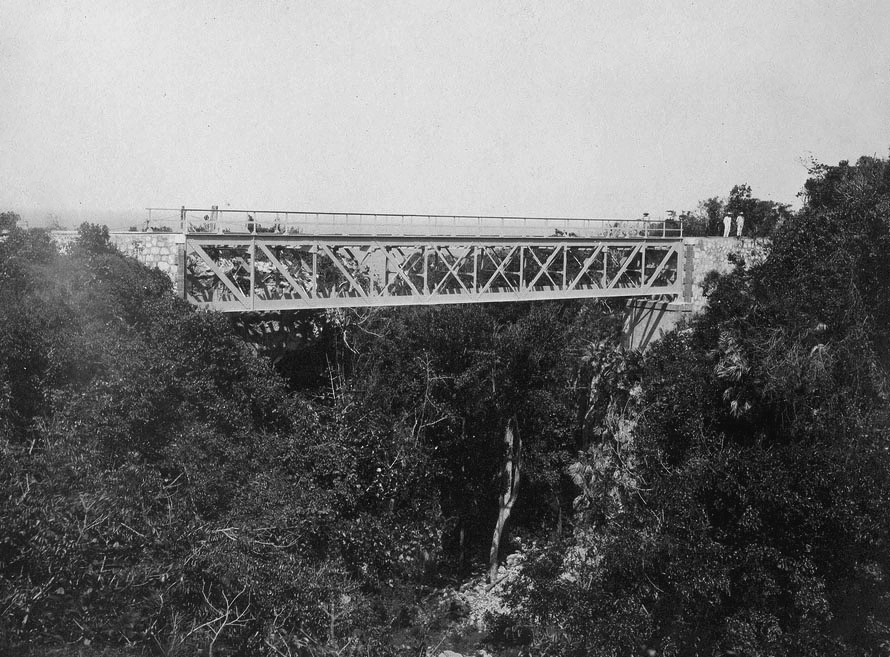
プエルトリコのイサベラ - ケブラディージャス間のグアハタカ・トンネルを繋いでいる鉄道橋（鋼製高架橋）（1904年頃）
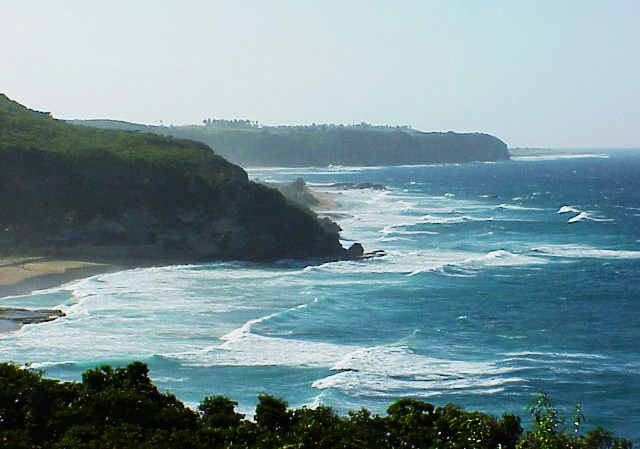
鉄道トンネルおよびプエルトリコ・ケブラディージャス海岸の現風景